# Павлов, Сергей Лукиянович
Сергей Лукиянович Павлов Вэскер (род. 1955) — русский советский и чувашский писатель, прозаик, журналист и редактор. Член Союза журналистов СССР с 1980 года, член (с 1997 года) и секретарь (с 2011 года) Союза писателей России. Председатель Чувашской государственной телерадиокомпании (1992—1996). Главный редактор литературно-художественных журналов «Ялав», «Таван Атал» и «Лик». Народный писатель Чувашской Республики (2013).

## Биография
Родилась 18 июня 1955 года в деревне Оженары Канашского района Чувашская АССР.
С 1972 по 1977 год обучался на историко-филологическом факультете Чувашского государственного университета имени И. Н. Ульянова. В 1980 году закончил факультет журналистики Высшей комсомольской школы и в 1991 году Академию общественных наук при ЦК КПСС. В период обучения в Высшей комсомольской школе работал в редакциях таких известных периодических изданий как «Смена», «Сельская молодежь» и «Комсомольская правда», а также на молодёжных передачах Центрального телевидения СССР. С 1980 по 1992 год работал в должностях заведующего отделом и редактора газеты «Молодой коммунист», позже был назначен заместителем председателя Государственного комитета по телевидению и радиовещанию Чувашской АССР одновременно являясь заместителем редактора газеты «Край Чувашский». С 1992 по 1996 год являлся председателем Чувашской государственной телерадиокомпании. С 1996 по 2009 год — главный редактор издательского дома и газеты «Хресчен сасси» одновременно с 2005 по 2007 год — главный редактор литературно-художественных журналов «Ялав» и «Таван Атал», с 2007 по 2009 год главный редактор литературно-художественного журнала «Лик». С 2009 по 2016 год — председатель Правления Союза писателей Чувашской Республики и одновременно с 2011 года являлся — секретарём Союза писателей России. Доцент факультета журналистики Чувашского государственного университета.
Член Союза журналистов СССР с 1980 года и Союза писателей России с 1997 года. В 1985 году из под пера Павлова вышли первые литературные произведения напечатанные в коллективном сборнике «Первые шаги». В дальнейшем последовали повести, романы и рассказы выпущенные в Чувашском книжном издательстве: повести «Благодатный дождь» (1991), «Тенета» (1993), «Плывет шуга» (1997), романы «Распутица» (2004), «Излом» (2005), «Пучина» и «Роковая метка» (2007),
«Желтый тростник, жёлтая осока» и «Ирония истории» (2010), «Туман» (2012),
повесть «Волшебный мост» (2019). В 2004, 2005 и в 2007 годах три издания Павлова стали победителями конкурса «Книга года» Чувашии в номинации «Самая читаемая книга» (2004, 2005, 2007).
В 2001 году С. Л. Павлову было присвоено почётное звание Заслуженный работник культуры Чувашской Республики, а в 2013 году — Народный писатель Чувашской Республики.

## Награды
- Народный писатель Чувашской Республики (18 января 2013 года № 5[5])
- Заслуженный работник культуры Чувашской Республики (2001[1])

### Премии
- Лауреат Литературной премии имени Фатыха Карима (2009)[6]
- Лауреат Журналистской премии имени С. В. Эльгера (2003)[1]